# Nagygérce
Nagygérce (románul Gherța Mare) falu Romániában Szatmár megyében.

## Fekvése
Szatmárnémetitől 37 km-re északkeletre fekszik, Turctól 3 km-re délre van.

## Története
Gérce egykori várát a birtokos Ákos nemzetségbeli Ernye egyik örököse építtette a 13. század végén.
1341-ben már romként említik, amikor Károly Róbert  király helyreállítását a szatmári ispánra bízta.
1393-ban már ismét romként szerepel, valószínűleg Nagy Lajos rontatta le.
A falunak 1910-ben 1010, túlnyomórészt román lakosa volt.
A trianoni békeszerződésig Ugocsa vármegye Tiszántúli járásához tartozott.

## Nevezetességek
- Görögkatolikus fatemplomát 1771-ben építették, Mihály arkangyal tiszteletére szentelték fel. Anyakönyvet 1798-tól vezetnek.